# دالاس توماس
دالاس توماس (بالإنجليزية: Dallas Thomas)‏ هو لاعب كرة قدم أمريكية أمريكي، ولد في 30 أكتوبر 1989 في باتون روج في الولايات المتحدة.

## وصلات خارجية
- دالاس توماس على موقع مرجع كرة القدم المحترفة.كوم (الإنجليزية)